# Гора Херцл
31° 46′ 26″ N 35° 10′ 50″ E / 31.77389° С; 35.18056° И
Гора Херцл (хебр. הר הרצל Har Herzl), позната и као Планина сећања (хебр. הר הזכרון Har HaZikaron), национално је гробље Израела које се налази у западном делу Јерусалима. Име је добило по Теодору Херцлу, оснивачу модерног политичког ционизма. Херцлов гроб налази се на врху брда. Музеј Јад Вашем, посвећен сећању на Холокауст, налази се западно од горе Херцл. На гробљу су сахрањени и Израелци који су страдали у рату. Висина планине је 834 m.

## Историја
Гора Херцл је израелско национално гробље од 1951. Те године је Влада Израела донела одлуку да успостави гробље за израелске лидере и погинуле борце. На гори Херцл су сахрањена три премијера Израела: Леви Ешкол, Голда Меир и Јицак Рабин (који је сахрањен заједно са својом супругом Лијом). На гробљу су такође сахрањени Израелски председници, као и други истакнути јеврејски и ционистички лидери. На Херцлу се одржавају многи меморијални догађаји и националне прославе.

## Национално цивилно гробље државе Израел (Helkat Gdolei Ha'Uma)
Главно гробље Израела за лидере земље и људе који су дали своје животе за земљу.

## Национално војно и полицијско гробље
Гробље главних израелских одбрамбених снага.

## Споменици
- Башта у спомен војника несталих од 1914. до данас
- Спомен жртвама терора у Израелу од 1851. до данас
- Спомен за етиопске Јевреје убијене на путу за Израел
- Спомен јеврејским војницима који су се борили са руском војском у Првом светском рату
- Спомен јеврејским војницима који су се борили са пољском војском у Првом светском рату
- Спомен јеврејским војницима који су се борили са британском војском у Другом светском рату
- Спомен морнарима потопљеним у ИНС Дакару
- Спомен палим војницима СС Еринпура
- Спомен двадесеттројици потопљених
- Споменик становницима Јеврејске четврти у јерусалимском Старом граду, палом у Арапско-израелском рату
- Спомен жртвама палима 1948. у Арапско-израелском рату